# Lac de Pfäffikon
 (octobre 2009).
Si vous disposez d'ouvrages ou d'articles de référence ou si vous connaissez des sites web de qualité traitant du thème abordé ici, merci de compléter l'article en donnant les références utiles à sa vérifiabilité et en les liant à la section « Notes et références ».
Pour les articles homonymes, voir Pfäffikon.
Le lac de Pfäffikon, appelé en allemand Pfäffikersee est un lac de Suisse.

## Géographie
Situé dans le canton de Zurich, près de la ville de Pfäffikon, le lac fait 5 km de long et 1,3 km de large au milieu. 
Il a été créé lors de la dernière période glaciaire, lorsqu'une moraine a bloqué son écoulement vers le nord en direction de Winterthour. 